# Esteros de Camaguán
La Reserva de Fauna Silvestre Esteros de Camaguán es un área pantanosa protegida, declarada por el gobierno venezolano mediante Decreto Presidencial número 729 de fecha 9 de marzo de 2000, publicado en la Gaceta Oficial número 36.911 de fecha 15 de marzo de 2000. Se ubica en el Estado Guárico , Venezuela.

## Descripción
En la vía que va desde San Fernando de Apure a Calabozo, podemos ver como el agua dibuja los Esteros de Camaguán, sabanas inundables en invierno, plenas de naturaleza y color, verdes por la vegetación exuberante y las grandes extensiones de pastos. Múltiples tonos vibrantes de cientos de aves, que plasman los matices de sus vuelos sobre el cielo azul del estero. 
Son las aguas crecidas del río Portuguesa las que llenan de vida, en cada temporada de lluvias, estos esteros, ubicados al suroeste del estado Guárico, que incluso son navegables en invierno.
Y es que cuando las aguas cubren buena parte de los palmares y los morichales, el paisaje del estero se vuelve más hermoso, lleno de distintas especies de garzas y variedad de pájaros; mamíferos y reptiles que habitan este paraíso llanero y se suman a su mágico ambiente, como las toninas del Orinoco, mientras el agua dibuja los Esteros de Camaguán.
Desde el paisaje conformado por pozos de agua y un cielo teñido de hermosos colores durante sus amaneceres y atardeceres,  la luna reflejada en los esteros anegados en invierno, hasta las tolvaneras que en verano recorren con sus aires secos la verde sabana, los Esteros de Camaguán constituyen un regalo más de la naturaleza a la tierra venezolana.
En temporada de sequía, cuando el terreno está muy seco, caliente y polvoriento, se observan remolinos de polvo y viento, son las tolvaneras que caracterizan ese momento de la vida en los Llanos. También son comunes los “espejismos” que a lo lejos parecen lagunas, donde el cielo y la sabana se unen.
El atardecer en los esteros es un espectáculo que se repite todos los días, con lluvia o sin ella. Las garzas llenan los árboles preparándose para pasar la noche, mientras el sol se oculta en el horizonte, tiñendo el cielo de increíbles colores y diferentes tonalidades.
Las estampas llaneras de los Esteros de Camaguán ha sido fuente de inspiración para artistas y cultores, quienes extasiados ante la belleza de este humedal plasmaron, en distintas manifestaciones.
El agua que dibuja los esteros en las pinturas de Cástor Vasquez, conocido como el “Pintor del Estero”, los hermosos poemas de Germán Fleitas Beroes, así como variadas canciones, desde la década de 1950, como las compuestas por Ángel Custodio Loyola, apodado “El Renco Loyola” o conocido también como “El Tigre de Masaguarito”. Las popularizadas por Magdalena Sánchez o la singular voz de tenor lírico de Mario Suárez, entre ellas, «Esteros de Camaguán».
“Noche de amor en el estero de Camaguán con el claror de una luna tropical, del canto de la llanura, de la brisa del palmar”, comienza esta canción cuya melodía fue compuesta por el músico y arpista camaguanense, Juan Vicente Torrealba, a quien se le dedica un monumento a la entrada de su ciudad natal.
“Es la llanura que va llorando en silencio porque nos vamos, esteros de Camaguán”, dice otra estrofa de la letra esta canción, declarada Patrimonio Cultural del estado Guárico, escrita por su paisano, Germán Fleitas Beroes, quién le dio a Torrealba varios de sus poemas para que los musicalizara.

## Distribución
Los esteros de Camaguán se distribuyen sobre un área de 190,3 km² (19300 hectáreas) y se ubica entre los municipios Francisco de Miranda y Camaguán en Guárico, Venezuela.

## Hidrografía
Este lugar se caracteriza por ser una de las más grandes reservas de agua en Venezuela, esta gran área nace de diversos ríos afluentes como el río Portuguesa, río Capanaparo y río Apure y otros ríos de la cuenca hidrográfica del Orinoco los cuales le dan el característico tono oscuro a estas aguas. En invierno las aguas de este lugar suben e inundan la mayor parte de la de la tierra. El promedio anual de precipitaciones es de 1600 mm.

## Recursos naturales
Aparte del agua, los esteros de camaguán poseen la mayor producción de arroz en los llanos también posee diversas áreas destinadas a la pisicultura en las cuales se crían especies como bagres, cachamas, bocachicos, palometa, chorrosco y míje.

## Vegetación

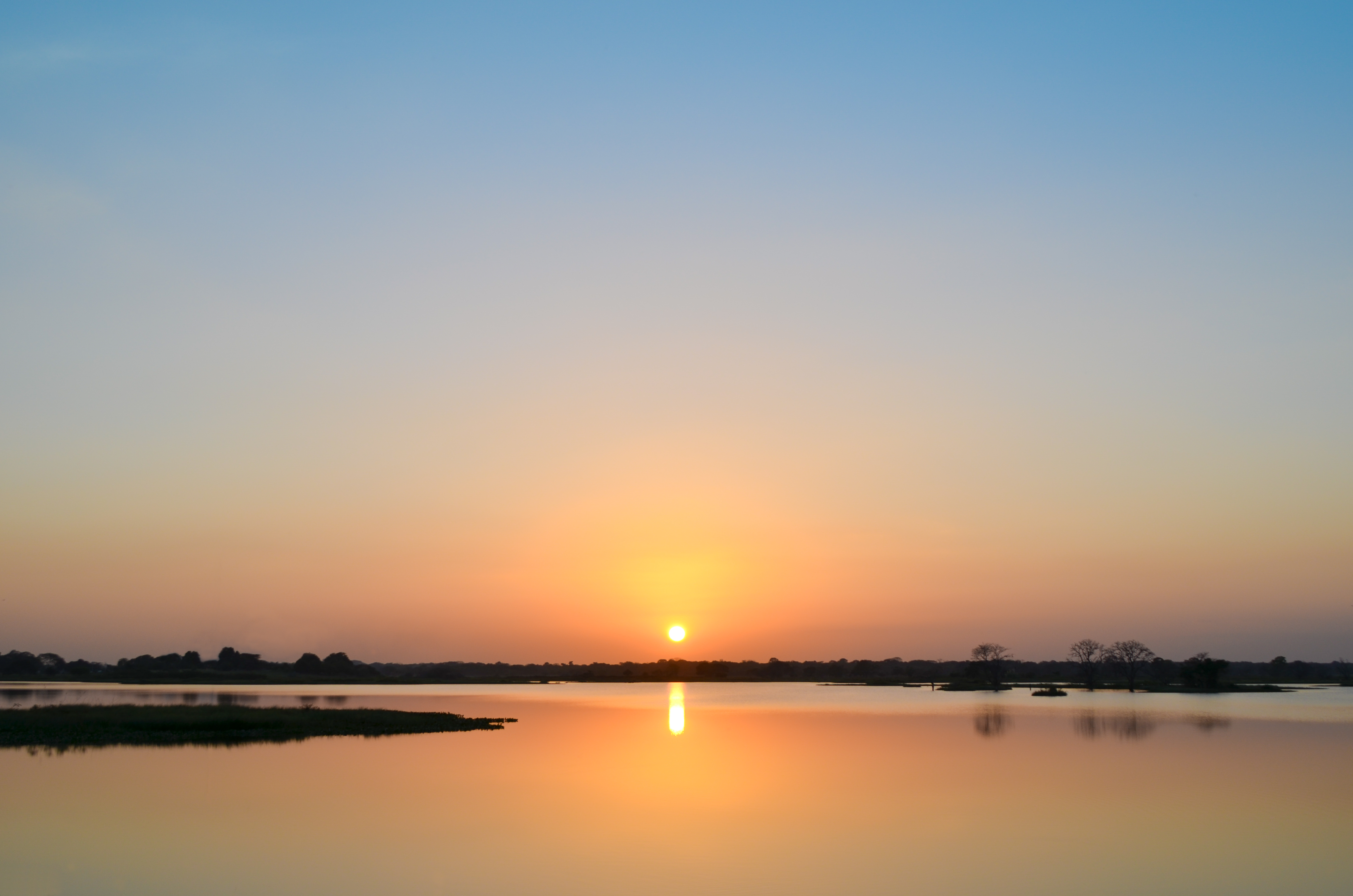
Esteros de camaguán al atardecer

Los esteros de camaguán se caracterizan por poseer una vegetación típica de los llanos y sabana con abundantes palmeras, árboles , nenúfares , plantas herbáceas, plantas carnívoras y arroz que suele crecer naturalmente, en invierno la mayor parte de la vegetación reciente muere debido al aumento del agua.

## Fauna
Los esteros de Camaguán poseen una gran diversidad de animales, entre ellos están:

### Aves
Los esteros de Camaguán posee la mayor diversidad de aves en la región de los llanos entre ellos están las diversas especies de garzas, gabanes, garzas paletas, garzones, diversas especies de tucanes, gavilanes y colibríes.

### Reptiles
En reptiles las especies que se pueden conseguir en los esteros de Camaguán están los yacarés, anacondas, boas constrictoras, tortugas matamata, galápagos y caimanes del Orinoco.

### Mamíferos
Las especies de mamíferos que suelen conseguirse en los esteros de Camaguán son las toninas o delfines del Orinoco (en invierno) los chigüires y los cachicamos o armadillos gigantes.